# Agência Nacional do Cinema e do Audiovisual
Agência Nacional do Cinema e do Audiovisual (ANCINAV) foi um projeto de lei enviado ao congresso pelo governo Lula, em abril de 2004, pelo Ministério da Cultura, tendo como ministro o Gilberto Gil, e foi resultado do acúmulo de demandas e propostas do próprio setor audiovisual, desde o III Congresso Brasileiro de Cinema, realizado em 2000, em Porto Alegre. Tinha como objetivos: o alargamento da ANCINE, expandindo a área de atuação para outros ramos audiovisuais não regulados anteriormente, o reforço da função de fomento a projetos e normatização do mercado, o combate a monopolização do mercado audiovisual, tanto de produções internacionais como de grandes produtoras nacionais, maior acesso da população a obras brasileiras, e uma maior valorização e proteção da cultura brasileira e regional, utilizando para isso maior intervenção estatal. Segundo Fornazari, buscava-se, em especial, "fiscalizar e regular as atividades cinematográficas e audiovisuais realizadas por serviços de telecomunicações, radiofusão e comunicação eletrônica de massa, TV a cabo, por assinatura, via satélite e multicanal, além de jogos eletrônicos, telefonia celular e internet que transmitam conteúdos audiovisuais".
Um dos destaques da ANCINAV era "equilibrar as condições de participação da indústria cinematográfica e audiovisual nacional em relação à produção internacional e ao monopólio de empresas de produção e distribuição em massa, resguardando e protegendo, com mecanismos especiais, a diversidade e a competitividade do mercado setorial interno".
O projeto foi engavetado na câmara, no final de 2006, após sofrer pressão de grandes grupos de telecomunicações, como a Rede Globo, com apoio também de empresas de mídias impressas, que transmitiram notícias e propagandas que tratavam a mudança como um cerceamento a liberdade de expressão das mídias por parte do governo, criando uma desaprovação de parte da população à mudança.

## Histórico da relação Estado e cinema no Brasil

### Início e Ditadura Militar
Foi por meio de publicações como Selecta, Paratodos e Cinearte que, já durante os anos 1920, os cineastas, antes dispersos pelo país, iniciaram os contatos entre si, fornecendo informações, estimulando o diálogo e delineando assim, pela primeira vez, como disse Paulo Emílio S. Gomes (1980, p. 54) uma “tomada de consciência cinematográfica nacional”, “um marco a partir do qual já se pode falar de um movimento de cinema brasileiro”.(Fernandes, 2012) 
Assim, o Estado brasileiro começou a dar incentivos para o cinema em 1932 no governo de Getúlio Vargas, com o programa denominado “cota de tela”. O programa tinha caráter protecionista, tornando obrigatória a exibição de um filme educativo a cada sessão através do decreto 21.240. Este projeto perdurou por muitos anos e “somente em 1966, já durante a ditadura militar, foi criado um órgão federal de estímulo à produção comercial no âmbito do Ministério da Educação e Cultura [.] Tratava-se do INC (Instituto Nacional do Cinema) cuja política estimulava a associação do capital estrangeiro com a produção brasileira”.
“Em 1969 também no âmbito do Ministério da Educação e Cultura foi criada a Embrafilme, e em 1975 foi lançada a Política Nacional de Cultura (PNC), que pretendia recuperar a identidade nacional paralelamente ao desenvolvimento econômico internacionalizado atravessado pelo país.” “Neste mesmo período poderes da Embrafilme foram ampliados – A atuação e orçamento aumentaram, tornando-se responsável pelo aumento da produção, renda e público do cinema nacional - e o INC extinto. No mesmo ano também é criado o Concine(Conselho Nacional do Cinema), que era responsável pela legislação e regulamentação do mercado”.

### Collor
"Em 1990 o governo de Fernando Collor propôs diminuir a máquina governamental, desmontar o setor público e enfraquecer o papel do Estado. O setor da cultura sofreu as consequências desse novo modelo de gestão, os incentivos fiscais foram revogados e os órgãos públicos ligados a ela foram extintos, o próprio Ministério da Cultura foi substituído por uma Secretaria. Na área do cinema, a Embrafilme, que já estava enfraquecida, é extinta, assim como outros órgãos afins, reduzindo o cinema a uma atividade periférica no âmbito da política cultural do governo federal [...]. Em 1992 foi criada a Lei do Audiovisual, e em 1993 sua segunda versão, implantando o mecanismo de renúncia fiscal. Esse mecanismo foi importante, pois permitiu a retomada da produção cinematográfica, porém era insuficiente, pois a lei não contempla a distribuição e a exibição"(Fernandes, 2012)  

### FHC
De 18 de junho a 1.º de julho de 2000, ocorreu o III Congresso Brasileiro de Cinema. No Congresso “foi criado o GEDIC (Grupo Executivo de Desenvolvimento da Indústria do Cinema) para desenvolver um planejamento estratégico para a estruturação da indústria cinematográfica nacional. O encontro de cineastas, entre eles Gustavo Dahl resultou na elaboração de um pré-projeto, que após sua formulação foi convidado para participar na redação da legislação da formação da Ancine. Então em 2001, no final da gestão de Fernando Henrique Cardoso, criou-se a ANCINE, um órgão para regulamentar a atividade e fiscalizar as leis, além de fomentar a produção e promover a auto sustentabilidade da indústria nacional”.
Tanto as políticas de Collor quanto de FHC tiveram viés liberal, pretendendo maior intervenção do mercado e uma menor intervenção estatal. Tal panorama mudou na gestão Lula.

### Lula
No governo Lula, a ANCINE, antes subordinada ao Ministério do Desenvolvimento, Indústria e Comércio Exterior, passou para o Ministério da Cultura, já sinalizando nesta fase a mudança do viés de mercado para uma maior presença estatal. Neste contexto que é proposta a ANCINAV, com as características citadas anteriormente e atribuições que a diferenciam da Agência Nacional de Cinema.

## Atribuições e escopo da Ancinav
Eis aqui temas que fazem parte das atribuições e do escopo da ANCINAV que não estão presentes nos textos legais da ANCINE, retirados do texto do Fornazari:

### Regulação social
Valores e direitos culturais e sociais
Garantir o desenvolvimento e preservação do patrimônio cultural e assegurar o direito de os brasileiros verem e produzirem sua imagem, fortalecendo a diversidade cultural;  família; promover informação, educação, cultura e lazer; direito à fruição de obras cinematográficas.
Valores nacionalistas
Promover e preservar a soberania e os valores brasileiros; harmonizar o setor com as metas de desenvolvimento do país.

### Regulação econômica
Mercado audiovisual
Corrigir os efeitos da competição imperfeita e reprimir as infrações da ordem econômica; fiscalizar a aplicação de normas legais relativas à exploração de atividades cinematográficas e audiovisuais, inclusive por prestadores de serviços de telecomunicações; prevenir as infrações à ordem econômica; regular a relação de programadoras e distribuidoras, em especial onde haja controle pela mesma empresa.
Criação de fundos
Criar o Fundo de Fiscalização do Cinema e do Audiovisual (Fiscinav), com o intuito de cobrir despesas na execução e aperfeiçoamento da fiscalização pela agência, produto do próprio exercício de fiscalização (taxas, multas e indenizações).
Criar o Fundo Nacional para o Desenvolvimento do Cinema e do Audiovisual Brasileiros (Funcinav), cujo objetivo é fomentar as atividades audiovisuais e cinematográficas, capacitar recursos humanos, aperfeiçoar a infraestrutura e ampliar a competitividade do setor. Seus recursos serão provenientes de dotação orçamentária, percentual da Condecine, aplicações financeiras, remuneração de financiamentos e doações. Cria os Programas de Apoio ao Desenvolvimento do Cinema e do Audiovisual Brasileiro e o Prêmio Adicional de Renda.

### Estrutura institucional e objetivos administrativos
Atribuição do ministério supervisor (Cultura): responsabilizar-se pelo desenvolvimento e aplicação da política nacional do cinema e do audiovisual, formulando diretrizes e políticas públicas.
Atribuições da agência:
- “a articuladora de política pública setorial” — conexão de objetivos econômicos com valores sociais e políticos e integração administrativa setorial;
- integrar programática, econômica e financeiramente as atividades governa- mentais relacionadas ao cinema e ao audiovisual;
- propor ao Poder Executivo planos gerais de metas para a implementação de políticas públicas setoriais;
- criar o Sistema de Informações e Monitoramento das Atividades Cinematográficas e Audiovisuais, sistema de controle de receitas de bilheteria e relatórios sobre a oferta de obras cinematográficas.

## ANCINE x ANCINAV
O projeto de mudança da ANCINE para ANCINAV produziu polêmica, principalmente por dividir interesses de diferentes atores da sociedade. A oposição do projeto alegava que a medida iria ameaçar a liberdade de expressão, aumentar a burocracia da agência e aumentar os impostos atuantes sobre ela. Em entrevista na época, Ricardo Leite Difini, presidente da Federação Nacional das Empresas Exibidoras Cinematográficas pronunciou :"Temos [como] os principais efeitos das taxações, [...] eliminar a capacidade de poupança do investimento em novas salas e restringir o acesso á principal matéria-prima, o filme" Outro comentário contra foi o do cineasta Cacá Diegues: "Nós estamos passando um cheque em branco pra qualquer governante que venha no futuro. Se nós não esclarecermos que limitações, que restrições são essas, estamos passando cheque em branco pro futuro". Arnaldo Jabor, no I Fórum do Audiovisual e Cinema, comentou que: "Essa equipe do MinC não se livra de um tumor inoperável, que é a idéia de um Estado organizador da cultura", e classificou isto como “doença venérea uspiana”, devido ao fato da equipe ministerial ser composta, em parte, de ex-alunos da ECA-USP.
Os apoiadores, por sua vez, consideravam que o projeto iria democratizar o acesso ao fomento e iria atuar mais efetivamente em defesa da cultura brasileira. Gilberto Gil, criador do projeto, citou que "A experiência brasileira e de outros países democráticos do mundo mostrou que a agência reguladora é o mais eficiente e adequado meio de o estado - e não o governo - lidar com setores complexos e dinâmicos da economia. Ela visa à regulação, a mediação e ao incentivo dos agentes econômicos do setor que muitas vezes têm interesses contraditórios".
Outro apoiador do projeto foi o cineasta Tony Venturi:  “O atual modelo de produção é concentrador de recursos, com poucos tendo acesso ao dinheiro, e o projeto de lei ambiciona a democratização dos recursos”. Juca Ferreira, sociólogo e Secretário do Ministério da Cultura também se pronunciou: “Adotar um modelo contemporâneo de regulação, testado em diversos países, significa mudar paradigmas que, ainda hoje, inibem o crescimento econômico das nossas indústrias culturais e excluem boa parte da população do acesso aos bens audiovisuais produzidos no país. Por mais que o povo brasileiro se interesse pelo conteúdo brasileiro, o mercado amesquinhado, entregue à sua própria sorte, sem regras claras, não permite a construção de uma economia poderosa. Mais de 90% dos municípios brasileiros não possui uma sala de cinema sequer. Somente 8% dos brasileiros costumam ir ao cinema. O mercado de exibição é dominado pela produção norte-americana. Não há igualdade de oportunidades. E o grau de liberdade de escolha, no atual modelo, é extremamente reduzido. Neste ano, por exemplo, dois filmes norte-americanos ocuparam dois terços do nosso parque exibidor.” Fato é que o projeto esbarrou em interesses de atores distintos, tendo como fator decisivo o posicionamento do grande mercado audiovisual, que temia ser regulado e taxado.